# Підводні човни проєкту 671РТМ(К) «Щука»
| Підводні човни проєкту 671РТМ(К) «Щука» | Підводні човни проєкту 671РТМ(К) «Щука»                                             | Підводні човни проєкту 671РТМ(К) «Щука»                                             |
| --------------------------------------- | ----------------------------------------------------------------------------------- | ----------------------------------------------------------------------------------- |
|                                         |                                                                                     |                                                                                     |
|                                         |                                                                                     |                                                                                     |
|                                         |                                                                                     |                                                                                     |
| Під прапором                            | СРСР                                                                                | СРСР                                                                                |
| Спуск на воду                           | 1977—1992 рр (25 човнів)                                                            | 1977—1992 рр (25 човнів)                                                            |
| Виведений зі складу флоту               | з 1996 р                                                                            | з 1996 р                                                                            |
| Проєкт                                  |                                                                                     |                                                                                     |
| Тип ПЧ                                  | Підводний човен атомний (багатоцільовий з ракетами крилатими)                       | Підводний човен атомний (багатоцільовий з ракетами крилатими)                       |
| Розробник проєкту                       | СПМБМ «Малахіт»                                                                     | СПМБМ «Малахіт»                                                                     |
| Головний конструктор                    | Чернишов Г. М.                                                                      | Чернишов Г. М.                                                                      |
| Класифікація НАТО                       | Victor-III                                                                          | Victor-III                                                                          |
| Основні характеристики                  |                                                                                     |                                                                                     |
| Швидкість (надводна)                    | 11,6 вузлів (22 км/год)                                                             | 11,6 вузлів (22 км/год)                                                             |
| Швидкість (підводна)                    | 31 вузлів (60 км/год)                                                               | 31 вузлів (60 км/год)                                                               |
| Робоча глибина занурення                | 400 м                                                                               | 400 м                                                                               |
| Гранична глибина занурення              | 600 м                                                                               | 600 м                                                                               |
| Автономність плавання                   | 80 діб                                                                              | 80 діб                                                                              |
| Екіпаж                                  | 96 осіб                                                                             | 96 осіб                                                                             |
| Розміри                                 |                                                                                     |                                                                                     |
| Довжина найбільша (по КВЛ)              | 106,1-106,1 м                                                                       | 106,1-106,1 м                                                                       |
| Ширина корпусу найб.                    | 10,8 м                                                                              | 10,8 м                                                                              |
| Середня осадка (по КВЛ)                 | 7,8 м                                                                               | 7,8 м                                                                               |
| Водотоннажність надводна                | 6990 т                                                                              | 6990 т                                                                              |
| Озброєння                               |                                                                                     |                                                                                     |
| Торпедно- мінне озброєння               | Носові: 2 ТА калібру 650-мм (8 торпед), 4 ТА калібру 533-мм (16 торпед), до 36 мін. | Носові: 2 ТА калібру 650-мм (8 торпед), 4 ТА калібру 533-мм (16 торпед), до 36 мін. |
| Ракетне озброєння                       | ракет крилатих С-10 «Гранат»                                                        | ракет крилатих С-10 «Гранат»                                                        |

Підводні човни проєкту 671РТМ(К) «Щука» — серія радянських атомних підводних човнів (ПЧАРК), здатних нести крилаті ракети. Побудовано і передано флоту 25 човнів цього проєкту.

## Історія
Цей проєкт є подальшою модифікацією проєкту 671 Йорш на базі проєкту 671 «Сьомга». Будувалися в Комсомольську-на-Амурі і в Ленінграді. Човни вирізнялися невеликим рівним зовнішніх шумів.

## Конструкція

### Енергетичне обладнання
Два водо-водяних ядерних реактори типа ВМ-4, ГТЗА-615, сумарна потужність 31 000 к.с. один семилопасний гвинт на 290 обертів на хвилину (пізніше два чотирилопасні гвинти), два допоміжних електродвигуни потужністю по 375 к. с.

## Озброєння
На човнах проєкту було встановлено 2 ТА калібру 650-мм, з боєкомплектом 8 торпед типа 65-76. 4 ТА калібру 533-мм з боєкомплектом 16 торпед типа 53-65К, типа СЕТ-65, підводні ракети М-5, ракето-торпеди 81Р, до 36 мін «Голєц», імітатори МГ-74 «Корунд». Ракетне озброєння для проєкту 671 РТМ тільки як боєприпаси до торпедних апаратів. На човнах проєкту 671РТМ(К) «Щука» встановлено ракети крилаті С-10 «Гранат»
Планувався також одномісний вертоліт Ка-56 з випуском через торпедний апарат.

## Експлуатація
Проєкт був основою багатоцільового підводного флоту СРСР (пізніше Росії) у 1980-х і на початку 1990-х років. На флоті човни проєкту вважалися вдалим, через високі характеристики, зручність, надійність (жоден човен не був втрачений і не було серйозних аварій). На заході цей проєкт називали «Чорним принцом».

## Представники
| Назва                      | Заводський номер | Закладений       | Спущений на воду | Прийнятий флотом  | Виведений з флоту |
| Північний флот             | Північний флот   |                  |                  |                   |                   |
| -------------------------- | ---------------- | ---------------- | ---------------- | ----------------- | ----------------- |
| К-524, Б-524               | 01636            | 7 червня 1976    | 31 липня 1977    | 28 грудня 1977    | 2002              |
| К-507, Б-507               | 282              | 2 листопада 1977 | 1 жовтня 1978    | 30 листопада 1979 | 30 травня 1998    |
| К-247, Б-247               | 282              | 15 липня 1977    | 13 серпня 1978   | 30 грудня 1978    | 31 липня 1996     |
| К-255, Б-255               | 296              | 7 листопада 1979 | 20 липня 1980    | 26 грудня 1980    | 1998              |
| К-324, Б-324               |                  | 23 лютого 1980   | 7 вересня 1980   | 30 грудня 1980    | 2000              |
| К-502 «Волгоград»          | 01641            | 23 червня 1979   | 17 серпня 1980   | 31 грудня 1980    | 2002              |
| К-254, Б-254               |                  | 24 вересня 1977  | 6 вересня 1979   | 30 грудня 1979    | 30 травня 1998    |
| К-527, Б-527               |                  | 28 вересня 1978  | 24 липня 1981    | 30 грудня 1981    | 1999              |
| К-298, Б298                |                  | 25 лютого 1981   | 14 липня 1982    | 27 грудня 1982    | 30 травня 1998    |
| К-218, Б-218               |                  | 7 листопада 1981 | 24 липня 1982    | 28 грудня 1982    | 30 травня 1998    |
| К-358, Б-358               | 01647            | 23 липня 1982    | 15 липня 1983    | 29 грудня 1983    | 30 травня 1998    |
| К-299, Б-299               | 01649            | 20 грудня 1983   | 29 червня 1984   | 22 грудня 1984    | 2000              |
| К-244, Б-244               | 01652            | 25 грудня 1984   | 9 липня 1985     | 25 грудня 1985    | 30 травня 1998    |
| К-292 «Перм»               | 01655            | 15 квітня 1986   | 29 квітня 1987   | 27 листопада 1987 | 2005              |
| К-388 «Петрозаводськ»      | 01657            | 8 травня 1987    | 3 серпня 1988    | 30 листопада 1988 | 2013              |
| К-138 «Обнінськ»           | 01659            | 7 грудня 1988    | 5 серпня 1989    | 30 грудня 1990    |                   |
| К-414 «Даниїл Московський» | 01695            | 1 грудня 1989    | 31 серпня 1990   | 30 грудня 1990    |                   |
| К-448 «Тамбов»             | 01696            | 31 січня 1991    | 17 жовтня 1991   | 24 вересня 1992   | у ремонті         |
| Тихоокеанський флот        |                  |                  |                  |                   |                   |
| К-492, Б-492               | 303              | 23 лютого 1978   | 28 червня 1979   | 30 грудня 1979    | 31 липня 1996     |
| К-412, Б-412               | 296              | 29 жовтня 1978   | 6 вересня 1979   | 30 грудня 1979    | 1996              |
| К-251, Б-251               | 295              | 29 липня 1979    | 3 травня 1980    | 30 серпня 1980    | 30 травня 1998    |
| К-305, Б-305               | 308              | 27 липня 1980    | 17 травня 1981   | 30 вересня 1981   | 30 травня 1998    |
| К-355, Б-355               | 299              | 31 грудня 1980   | 8 серпня 1981    | 29 грудня 1981    | 1998              |
| К-360, Б-360               | 300              | 9 травня 1981    | 27 квітня 1982   | 29 вересня 1982   | 16 березня 1998   |
| К-242, Б-242               | 302              | 12 червня 1982   | 29 квітня 1983   | 25 жовтня 1983    | 30 червня 1998    |
| К-264, Б-264               | 333              | 29 липня 1983    | 8 червня 1984    | 26 жовтня 1984    | 2003              |